# 北条氏信 (狭山藩主)
北条 氏信（ほうじょう うじのぶ）は、河内国狭山藩の第2代藩主。正室は佐久間安政の娘。子は北条氏宗、娘（佐久間勝盛正室、のち離婚）。

## 生涯
慶長6年（1601年）、初代藩主・北条氏盛の長男として誕生。母は船越景直の娘。幼名は太郎助。初名は氏勝。
慶長13年（1608年）5月18日、父・氏盛が死去し、同日、8歳で家督を継ぐ。同17年（1612年）、駿府で徳川家康に拝謁した。その後、江戸へ行き、徳川秀忠に仕えた。同年、愛宕下に上屋敷（江戸屋敷）を拝領した。
慶長19年（1614年）、大坂の陣では、幼少のため江戸に留まった（牛込御門番）。
元和元年（1615年）、豊臣家滅亡後、秀忠は諸大名に帰国を許し、氏信は初めて領地の池尻村（丹南郡）に入った。同2年（1616年）春から狭山池の東北に陣屋（狭山陣屋）を構築した。同6年（1620年）、池普請奉行を務めた。
元和9年（1623年）8月6日、従五位下美濃守に叙任。
寛永2年（1625年）10月24日、江戸藩邸で死去した。25歳。法号は竜興院殿梅澗宗雲大禅定門。祥雲寺（現・東京都渋谷区）に葬られた。
同年11月、子・氏宗が7歳で家督を継いだ。